# Campeonato Profesional 1962
Il Campeonato Profesional 1962 fu la 15ª edizione della massima serie del campionato colombiano di calcio, e fu vinta dal Millonarios.

## Avvenimenti
La formula del torneo è la stessa dell'anno precedente; il Millonarios vinse il titolo per la settima volta, la seconda consecutiva. Il miglior marcatore stagionale fu José Verdún, uruguaiano, con 36 gol.

## Partecipanti
- América de Cali
- Atlético Bucaramanga
- Atlético Nacional
- Cúcuta Deportivo
- Deportes Quindío
- Deportes Tolima
- Deportivo Cali
- Deportivo Pereira
- Independiente Medellín
- Millonarios
- Once Caldas
- Santa Fe

## Classifica finale
|                     | Pos. | Squadra                | Pt | G  | V  | N  | P  | GF  | GS  | DR  |
| ------------------- | ---- | ---------------------- | -- | -- | -- | -- | -- | --- | --- | --- |
| Colombia (bandiera) | 1.   | Millonarios            | 62 | 44 | 25 | 12 | 7  | 96  | 44  | +52 |
|                     | 2.   | Deportivo Cali         | 57 | 44 | 25 | 7  | 12 | 104 | 61  | +43 |
|                     | 3.   | Deportivo Pereira      | 53 | 44 | 21 | 11 | 12 | 77  | 71  | +6  |
|                     | 4.   | América de Cali        | 52 | 44 | 20 | 12 | 12 | 72  | 54  | +18 |
|                     | 5.   | Once Caldas            | 52 | 44 | 22 | 8  | 14 | 84  | 59  | +25 |
|                     | 6.   | Independiente Medellín | 47 | 44 | 18 | 11 | 15 | 80  | 81  | -1  |
|                     | 7.   | Atlético Bucaramanga   | 42 | 44 | 16 | 10 | 18 | 65  | 66  | -1  |
|                     | 8.   | Cúcuta Deportivo       | 41 | 44 | 16 | 9  | 19 | 92  | 92  | 0   |
|                     | 9.   | Santa Fe               | 39 | 44 | 15 | 9  | 20 | 69  | 84  | -15 |
|                     | 10.  | Atlético Nacional      | 29 | 44 | 10 | 9  | 25 | 56  | 96  | -40 |
|                     | 11.  | Deportes Tolima        | 29 | 44 | 9  | 11 | 24 | 47  | 83  | -36 |
|                     | 12.  | Deportes Quindío       | 25 | 44 | 6  | 13 | 25 | 51  | 102 | -51 |

Legenda:
         Campione di Colombia 1962 e qualificato alla Coppa Libertadores 1963
Note:
Due punti a vittoria, uno a pareggio, zero a sconfitta.

## Statistiche

### Primati stagionali
Record
- Maggior numero di vittorie: Millonarios, Deportivo Cali (25)
- Minor numero di sconfitte: Millonarios (7)
- Miglior attacco: Deportivo Cali (104 reti fatte)
- Miglior difesa: Millonarios (44 reti subite)
- Miglior differenza reti: Millonarios (+52)
- Maggior numero di pareggi: Deportes Quindío (13)
- Minor numero di vittorie: Deportes Quindío (6)
- Maggior numero di sconfitte: Atlético Nacional, Deportes Quindío (25)
- Peggiore attacco: Deportes Tolima (47 reti fatte)
- Peggior difesa: Deportes Quindío (102 reti subite)
- Peggior differenza reti: Deportes Quindío (-51)
- Partita con più reti: Atlético Nacional-Cúcuta 6-4

### Classifica marcatori
| Gol |  |  | Giocatore            | Squadra                |
| --- |  |  | -------------------- | ---------------------- |
| 36  |  |  | José Verdún          | Cúcuta Deportivo       |
| 21  |  |  | Oscar Mottura        | Independiente Medellín |
| 19  |  |  | José Grecco          | Independiente Medellín |
| 19  |  |  | Perfecto Rodríguez   | Once Caldas            |
| 18  |  |  | Miguel Ángel Balocco | Deportivo Cali         |
| 18  |  |  | Alberto Perazzo      | Santa Fe               |
| 17  |  |  | Bernardo Valencia    | Deportivo Cali         |
| 16  |  |  | José Montanini       | América de Cali        |
| 16  |  |  | Guillermo Arredondo  | Atlético Nacional      |
| 16  |  |  | Alfonso Botero       | Once Caldas            |